# Alejandra del Río Novo
Alejandra del Río Novo (Santiago de Compostela, 1973) es una diplomática española. Es el embajadora de España en Noruega (desde 2024).

## Biografía
Nació en Santiago de Compostela (1973). Tras licenciarse en Derecho, ingresó en la carrera diplomática (1999).
Como diplomática ha estado destinado en las Embajadas de España en Doha (Catar), Tel Aviv (Israel), ante Naciones Unidas (Nueva York), y ha sido y cónsul de España en Buenos Aires (Argentina).
En el Ministerio de Asuntos Exteriores, Unión Europea y Cooperación (MAEUEC), ocupó diversos puestos: directora del gabinete de la Secretaría de Estado de Cooperación Internacional; y asesora en el gabinete del ministro (2020-2021). También ha sido: Directora del Gabinete de la Ministra de Política Territorial y Portavoz del Gobierno (2021-2023), vocal asesora en el Departamento de Protocolo de la Presidencia del Gobierno, y directora general de Cooperación Autonómica y Local en el Ministerio de Política Territorial (2021-2024).
Es embajadora de España en Noruega (desde 2024).